# Thüringisches Wörterbuch
Das Thüringische Wörterbuch (ThWb) ist eines der großlandschaftlichen Dialektwörterbücher des Deutschen.

## Charakteristik
Das ThWb ist ein Gesamtwörterbuch der dialektalen und regionalsprachlichen Lexik Thüringens mit alphabetischer Anordnung und an der Schriftsprache orientiertem Stichwortansatz. Der Wortschatz wird dargeboten in seiner Bedeutung, seiner lautlichen und grammatischen Form, in seiner räumlichen Verbreitung, in seinem sprachlichen Kontext und seinem Bezug zu sozialen Schichten sowie in seinen sach- und volkskundlichen Zusammenhängen. Ein umfangreiches Verweissystem dient dem onomasiologischen Aufschluss der Lexik. Das ThWb wendet sich an Wissenschaftler sowie an sprachlich und volkskundlich interessierte Laien.
Das Arbeitsgebiet umfasst ein Gebiet mit ca. 2.800 Orten, in dem größtenteils thüringische und mainfränkische Dialekte, aber auch Ostfälisch gesprochen wird. Es ist das Gebiet des heutigen Freistaates Thüringen, der Süden des Landes Sachsen-Anhalt bis zur ik/ich-Linie links der Saale und der nördliche Teil des bayerischen Kreises Coburg (Gebiet des ehemals thüringischen Herzogtums Sachsen-Coburg). Eine Überlappung mit dem Hessen-Nassauischen Volkswörterbuch ergibt sich durch die Einbeziehung von Belegmaterial aus dem westlich angrenzenden thüringischsprachigen Ringgau. Erfasst wird hauptsächlich der mundartliche und regionalsprachliche Wortschatz der 2. Hälfte des 19. und der 1. Hälfte des 20. Jahrhunderts. Historisches Wortgut wird lediglich in Auswahl aufgenommen.
Trägerinstitutionen der Arbeitsstelle Thüringisches Wörterbuch waren die Friedrich-Schiller-Universität Jena (Philosophische Fakultät, Institut für Germanistische Sprachwissenschaft) und die Sächsische Akademie der Wissenschaften zu Leipzig (Projektbegleitende Kommission „Dialektwörterbücher“).

## Geschichte
Die Gründung des Unternehmens erfolgte 1907 als Projekt des Vereins für Thüringische Geschichte und Altertumskunde. Erste Sammelarbeit mit Unterstützung des Deutschen Seminars der Universität Jena (Victor Michels, Gustav Kirchner) bis Mitte der 20er Jahre. 1930 Bildung der Landesstelle für thüringische Mundartforschung (Leitung: Herman Hucke), Angliederung an die Universität Jena. Wortschatzsammlungen durch vier große Fragebogenerhebungen. 1939 Schließung der Wörterbuchstelle. Im Zweiten Weltkrieg Zerstörung wertvoller Materialbestände. 1949 Wiederaufnahme der Arbeit, 1952 Bildung des Instituts für Mundartforschung an der Friedrich-Schiller-Universität Jena, ab 1954 Mitwirkung der Deutschen Akademie der Wissenschaften. Erarbeitung des Thüringischen Dialektatlasses, erneut Fragebogenerhebungen. 1962 scheidet H. Hucke aus Altersgründen aus, und Karl Spangenberg übernimmt die Leitung der Wörterbuchstelle. 1966 Beginn der Publikation des ThWb. 1968 Auflösung des Instituts für Mundartforschung, Eingliederung in den Wissenschaftsbereich Germanistik der Sektion Sprachwissenschaft an der Universität Jena. Seit 1970 Kooperation mit der Sächsischen Akademie als zweiter Trägerinstitution. Nach Abschluss des Thüringischen Wörterbuchs 2006 wurde die Arbeitsstelle in die „Arbeitsstelle Thüringische Dialektforschung“ umgewandelt.
Die Sprachwissenschaftlerin Almut König (Bayerische Akademie der Wissenschaften / Friedrich-Alexander-Universität Erlangen-Nürnberg) kritisierte im August 2018, dass das Thüringische Wörterbuch nicht fortgesetzt und seither zu wenig zur Forschung der Entwicklung der in Thüringen gesprochenen Dialekte getan wird.